# Saint-Antoine-de-Tilly
| Municipalité de Saint-Antoine-de-Tilly                                                       |                        |
| Igreja de Saint-Antoine-de-Tilly                                                             |                        |
| Lema(s): Et a flumine usque ad terminos terrae! (Do latin: E do rio até o final das terras!) |                        |
| Coordenadas: 46°40' N 71°35'W                                                                |                        |
| Província                                                                                    | Quebec                 |
| Região administrativa                                                                        | Chaudière-Appalaches   |
| Incorporado em                                                                               | 1 de julho de 1855     |
| Prefeito                                                                                     | Michel Cauchon         |
| Código postal                                                                                | G0S 2C0                |
|                                                                                              |                        |
| Área                                                                                         |                        |
| - Cidade                                                                                     | 60,3 km², 23,3 mi²     |
| Fuso horário                                                                                 | UTC -5                 |
| População (2006)                                                                             |                        |
| - Cidade                                                                                     | 1.442                  |
| - Densidade                                                                                  | 24 hab/km², 62 hab/mi² |
| Website: www.saintantoinedetilly.com/                                                        |                        |

Saint-Antoine-de-Tilly é um município canadense da Regionalidade Municipal de Lotbinière, Quebec, localizado na região administrativa de Chaudière-Appalaches. Em sua área de pouco mais de sessenta quilómetros quadrados, habitam cerca de mil e quatrocentas pessoas. Tendo seu nome em homenagem a Santo António de Lisboa.
Saint-Antoine-de-Tilly está 25 km na rota 132, rumo ao oeste de Quebec, na costa sul do rio São Lourenço. Este município faz parte da Associação da mais belas cidades do Quebec comemorando o seu 300º aniversário em 2002.

## História
Em 31 de Agosto de 1700, Claude-Sébastien de Villieu fils vende à Pierre-Noël Le Gardeur, senhor de Tilly, por 	
três mil libras, com todos os seus direitos, o senhorio de Villieu que então tomou o nome de Tilly. O novo senhor se instala no mesmo ano com sua segunda esposa, Madeleine Boucher, filha de Pierre Boucher, o governador de Trois-Rivières.
Em 1702, o senhor de Tilly construiu uma capela de madeira, batizada em homenagem a Santo António de Lisboa, onde se realizaram os primeiros serviços missionários pelo padre Honoré Huret. Na ausência do Bispo de Quebec, a abertura do registro civil em 1702 marcou o início da paróquia de Saint-Antoine-de-Tilly, cujos limites canônicos são estabelecidos em 3 de março de 1722 por um decreto do Conselho de Estado do rei.
Em 30 de junho de 1712, o senhor de Tilly e sua esposa dão à corporação paroquial um acre de terra a fim de construir a igreja e a casa paroquial. Uma placa estampada certifica que em 26 de julho de 1712 foi lançada a pedra fundamental desta igreja construída a poucos metros a norte da atual igreja.
Em 1759, durante o cerco de Québec, mais de 1.000 soldados britânicos desembarcaram em Saint-Antoine-de-Tilly, aproveitando-se da igreja para entrincheirar-se. Eles instalar baterias de canhões em três montes ainda visíveis no meio da falésia ao Fundo de Saint-Antoine. Em 23 de julho de 1760, os moradores locais, que foram inicialmete removido, em um segundo momento, entregaram as suas armas para os Ingleses e fizeram um juramento de neutralidade: "nós não vamos pegar em armas contra George II, Rei da Grã-Bretanha"

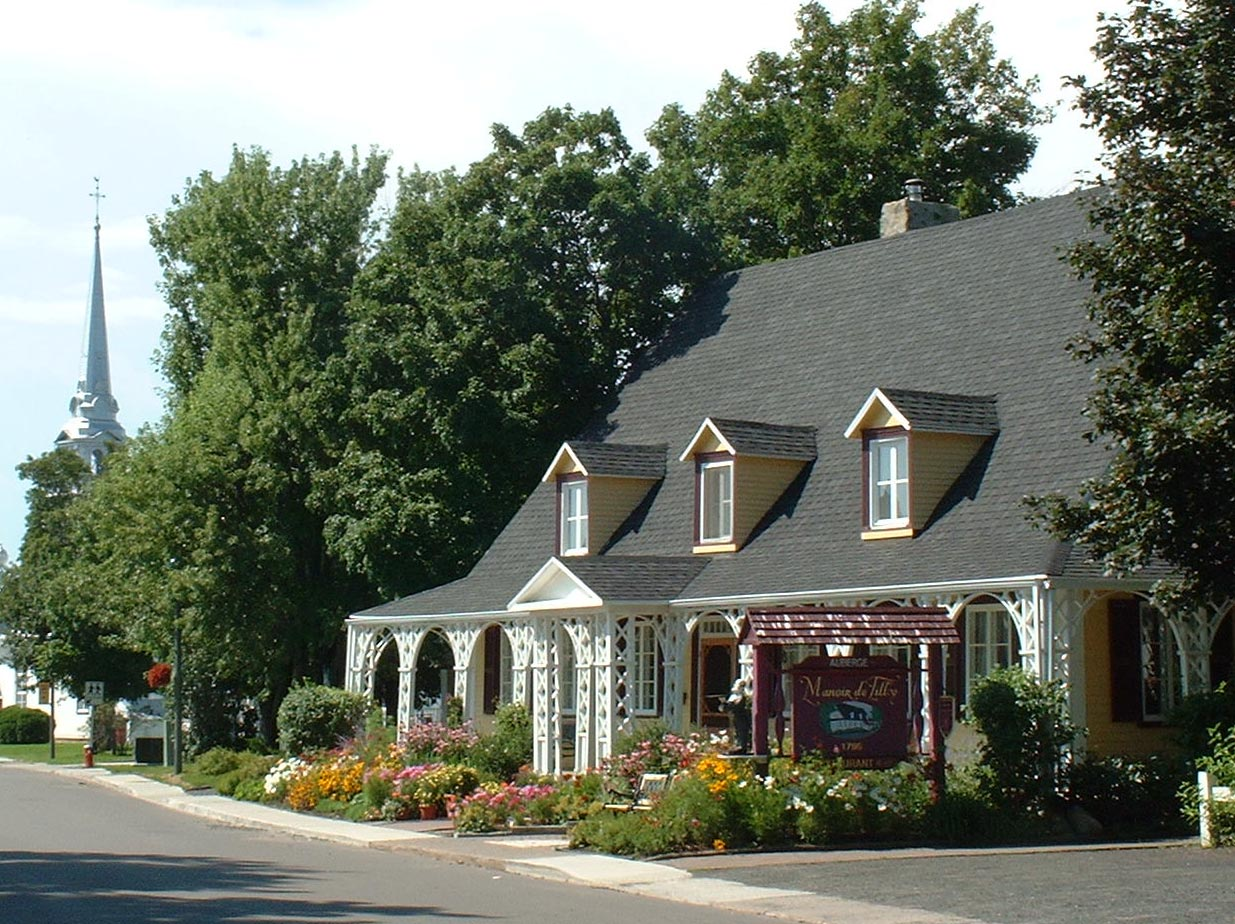
Antiga mansão, atual Hotel Manoir de Tilly

Em 1786, em um terreno comprado de Lambert, o senhor começou a construção da mansão preservada até hoje, e agora, o Hotel Manoir de Tilly. Construção essa começada logo após a da atual igreja que foi consagrada em 24 de setembro de 1788 pelo padre Jean-Baptiste Noël. O interior desta igreja foi enriquecida por uma série de madeiras esculpidas, concebidas entre outros por Thomas Baillargé, seguida pela grande pintura europeia da coleção Desjardins comprado pela fábrica entre 1817-1818, a sugestão do padre Louis Raby. De uma arquitetura magnífica, a igreja, desde 1963, é um monumento histórico pelo Ministério de Assuntos Culturais.
A praça da igreja, delimitada por edifícios históricos, casas antigas e lojas, em geral bem conservados, dá acesso ao cemitério, a um mirante e uma costa de acesso ao rio.
O município de Saint-Antoine-de-Tilly, que tinha 1897 habitantes em 1821, atingiu cerca de 2000 residentes durante meados do século XIX, foi dividido, sucessivamente, para fundação de Saint-Apollinaire em 1855, de d'Issoudun em seguida, a anexação, onde 20 famílias mudaram-se Saint-Apollinaire, em 1920.
O município civil foi criado em 1855, se lembrando de sua origem cristã em seu lema, uma citação do versículo 8 do Salmo 72, o seguinte ao do Canadá.